# El Puig
El Puig de Santa María (oficialmente y en valenciano el Puig de Santa Maria) es un municipio de la Comunidad Valenciana, España. Perteneciente a la provincia de Valencia, en la comarca de la Huerta Norte. El gentilicio es puchenco, aunque de forma vulgar es corriente utilizar el término erróneo puchero.[cita requerida]

## Otras denominaciones
Este municipio también es conocido como Puig (nombre oficial anterior al actual) y como El Puig.

## Geografía

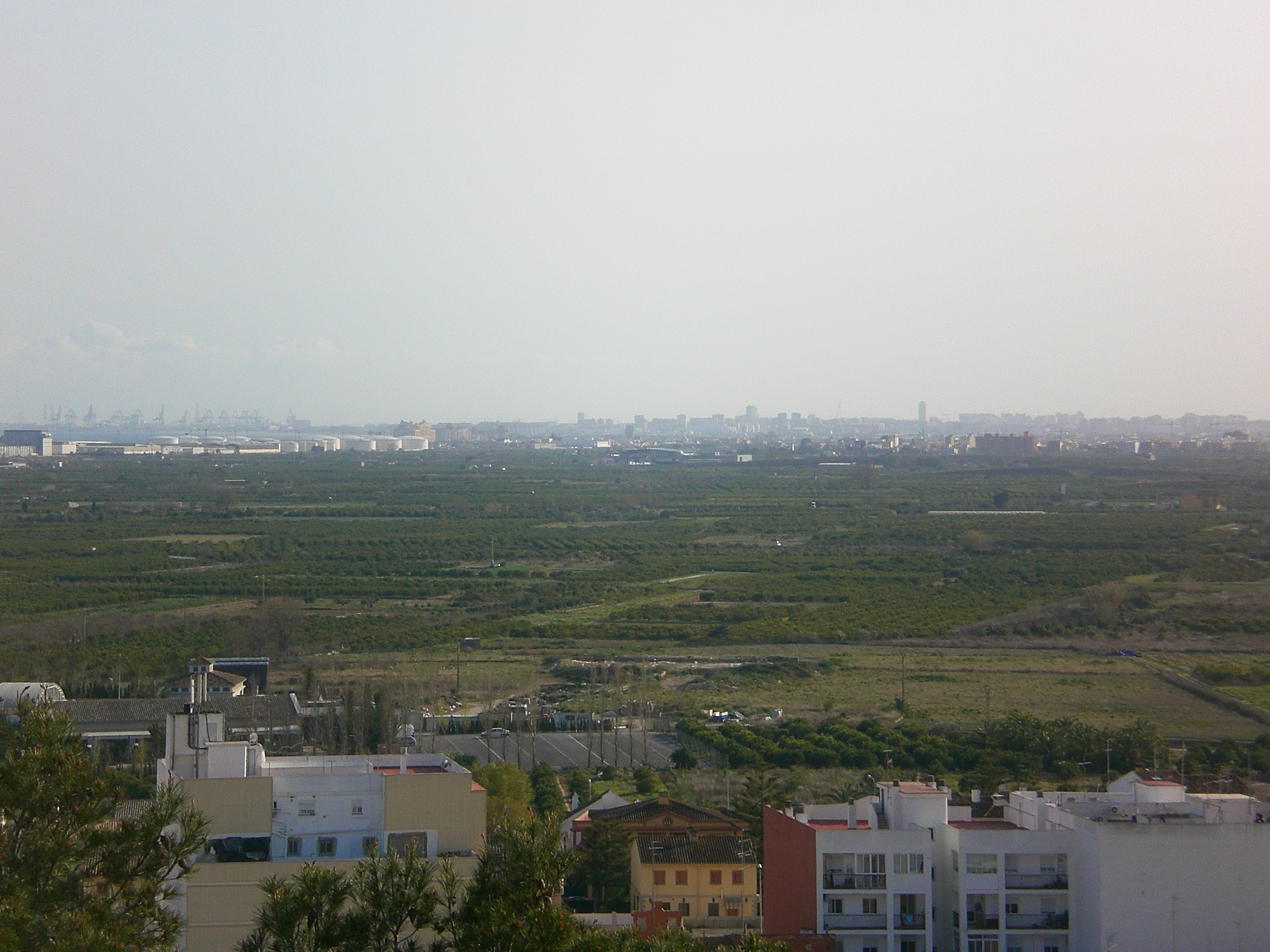
Vista de Valencia desde la Montaña la Patà

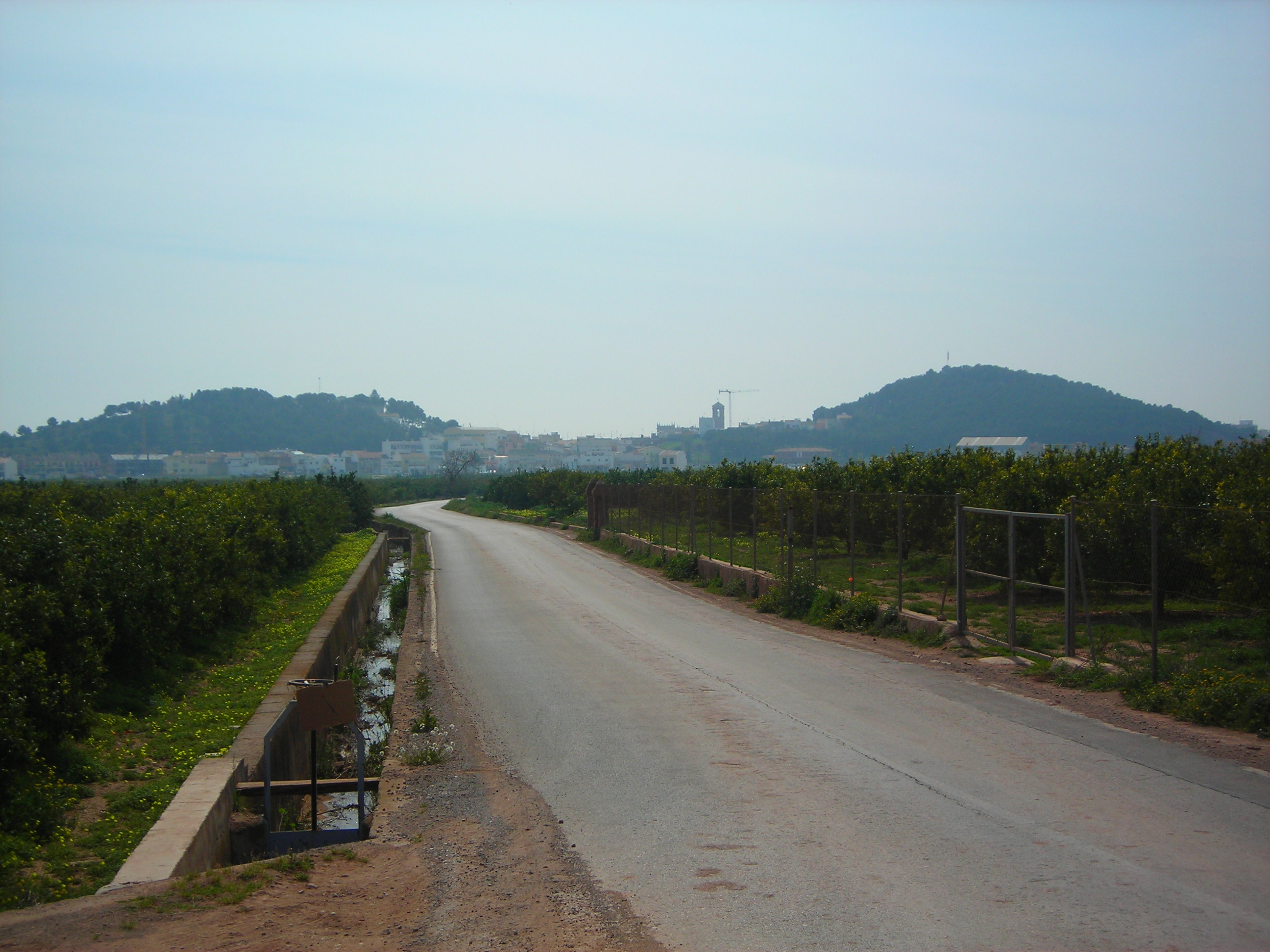
El Puig

Integrado en la comarca de Huerta Norte, se sitúa a 18 kilómetros de Valencia. El término municipal está atravesado por la autovía del Mediterráneo (A-7), por la autovía V-21 (acceso norte de Valencia) y por carreteras locales que permiten la comunicación con Rafelbuñol, Puzol y Puebla de Farnals.
Su relieve presenta tres partes diferenciadas. La primera de ellas es la más occidental y corresponde a algunas estribaciones montañosas de la Sierra Calderona, siendo su altura más importante el pico Cabeç Bord (240 m), además de Serra Llarga (165 m). En medio de la llanura se levantan algunos cerros de la misma naturaleza caliza. Finalmente se encuentra el litoral, dominado por la playa del Puig.
El pueblo está dominado por dos colinas, La Montaña la Patà (56 m), la Montaña de Santa Bárbara (41 m). La Montaña la Patà es la más grande y el nombre de "la patà" viene por la leyenda según cuentan, el caballo del rey Jaime I el conquistador, dio una coz en el suelo de la colina, e hizo brotar agua. En la parte superior de la montaña, se encuentran los restos del castillo. En la montaña de Santa Bárbara, podemos encontrar la ermita de Santa Bárbara (propiedad municipal desde 1994).

La altitud oscila entre los 240 m (Cabeç Bord) y el nivel del mar. El pueblo se alza a 22 m sobre el nivel del mar. 

### Localidades limítrofes
| Noroeste: Sagunto    | Norte: Puzol                        | Noreste: Puzol             |
| Oeste: Náquera       |                                     | Este: Mar Mediterráneo     |
| Suroeste: Rafelbuñol | Sur: Rafelbuñol y Puebla de Farnals | Sureste: Puebla de Farnals |

### Núcleos

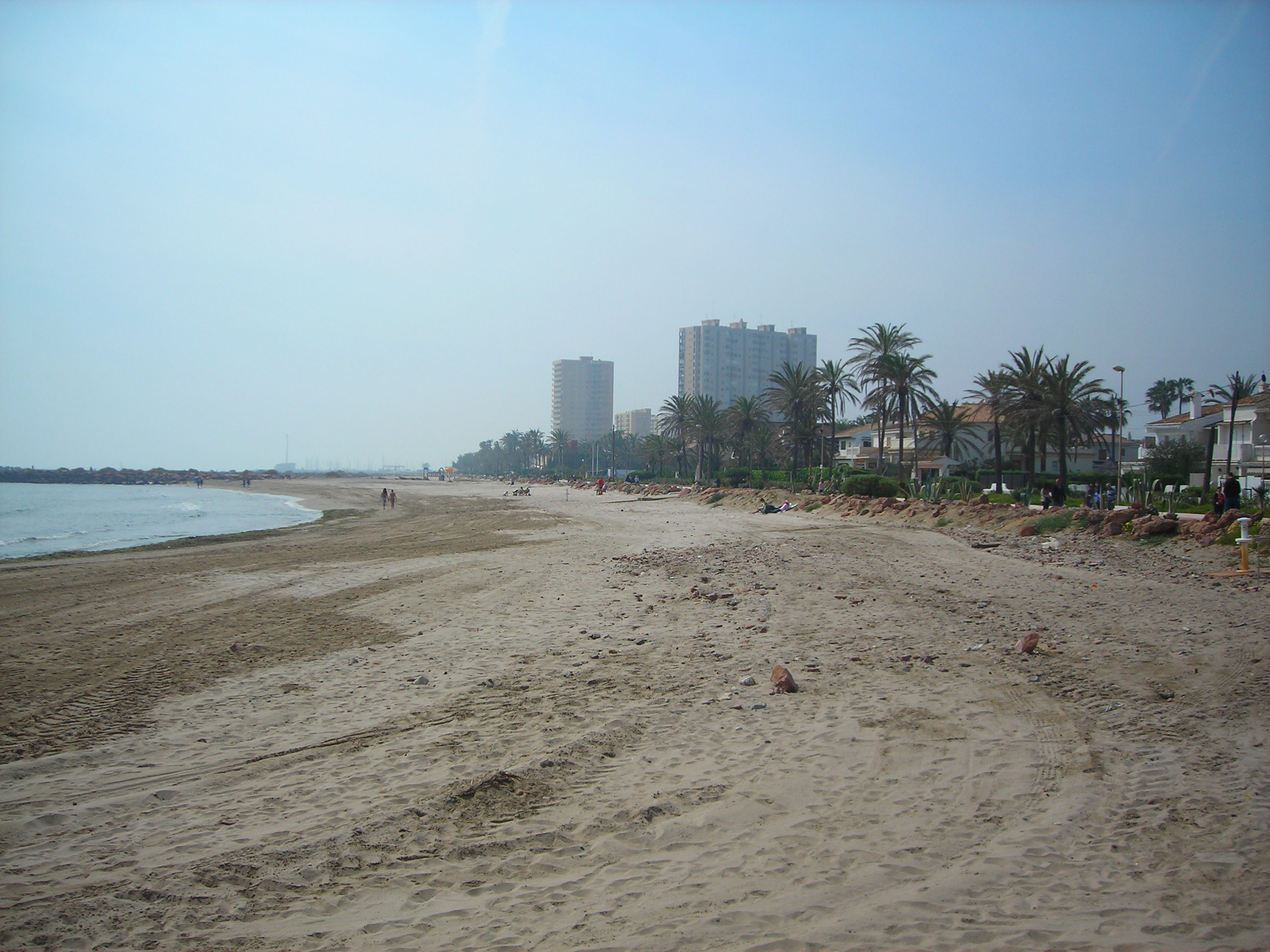
Playa del Puig

En el término municipal de El Puig se encuentra también el núcleo de población de Playa del Puig, compuesto por nueve urbanizaciones, de sur a norte, Cibeles, Panorámico, Yalta, Medicalia, Puig-Val, Play-Puig, Mar Plata, Plans-Mar y Santa María.
Son urbanizaciones de segunda residencia, siendo la época estival en la que mayor número de personas se congrega. Existe un paseo marítimo de aproximadamente 1 km de longitud.

### Accesos
Se accede a esta localidad desde Valencia, vía carretera, tomando la V-21 o bien la CV-300 (antigua carretera N-340), y el A-7 bypass desde Alicante o Barcelona, vía ferrocarril, mediante la línea C-6 de Cercanías de Valencia con trenes cada 30 minutos y el autobús (L112 servicio de metrobús) con salida desde la estación de autobuses de Valencia a El Puig (monasterio) vía Playa del Puig.

## Historia
Fortaleza musulmana denominada por los cristianos Puig de Cebolla por deformación del árabe "Jubal·la" (colina). Fue conquistada por el Cid Campeador antes de la conquista de Valencia, aunque con posterioridad volvió a manos musulmanas.
Los primeros indicios históricos se remontan a la sociedad ibérica, de la época de los romanos se conserva una pilastra funeraria en el Monasterio de Santa María del Puig. Del paso de los árabes hay constancia por los diversos hallazgos alrededor de la montaña del Castillo o de “La Patà”. No obstante no será hasta el siglo XI cuando Jubayla, topónimo del lugar, adquiera una importancia estratégica. El Cid lo conquistó a finales del siglo XI. El Puig se identifica con la localidad de Cebolla citada en el Cantar de mío Cid, de hecho, la localidad forma parte del Camino del Cid.

Cantar de mío Cid. Cantar Segundo.

Grandes son las ganancias que mio Cid obtuvo allá,
tomaron Cebolla y cuanto hay adelante;
saqueaban el campo y empiezan a regresar,
entraban en Murviedro con estas ganancias que traen grandes.
Las noticias de mio Cid sabed que corriendo van;
miedo tienen en Valencia, no saben cómo actuar.
Sus noticias van corriendo al otro lado del mar.
Versos 1149 y ss. Cantar de mío Cid

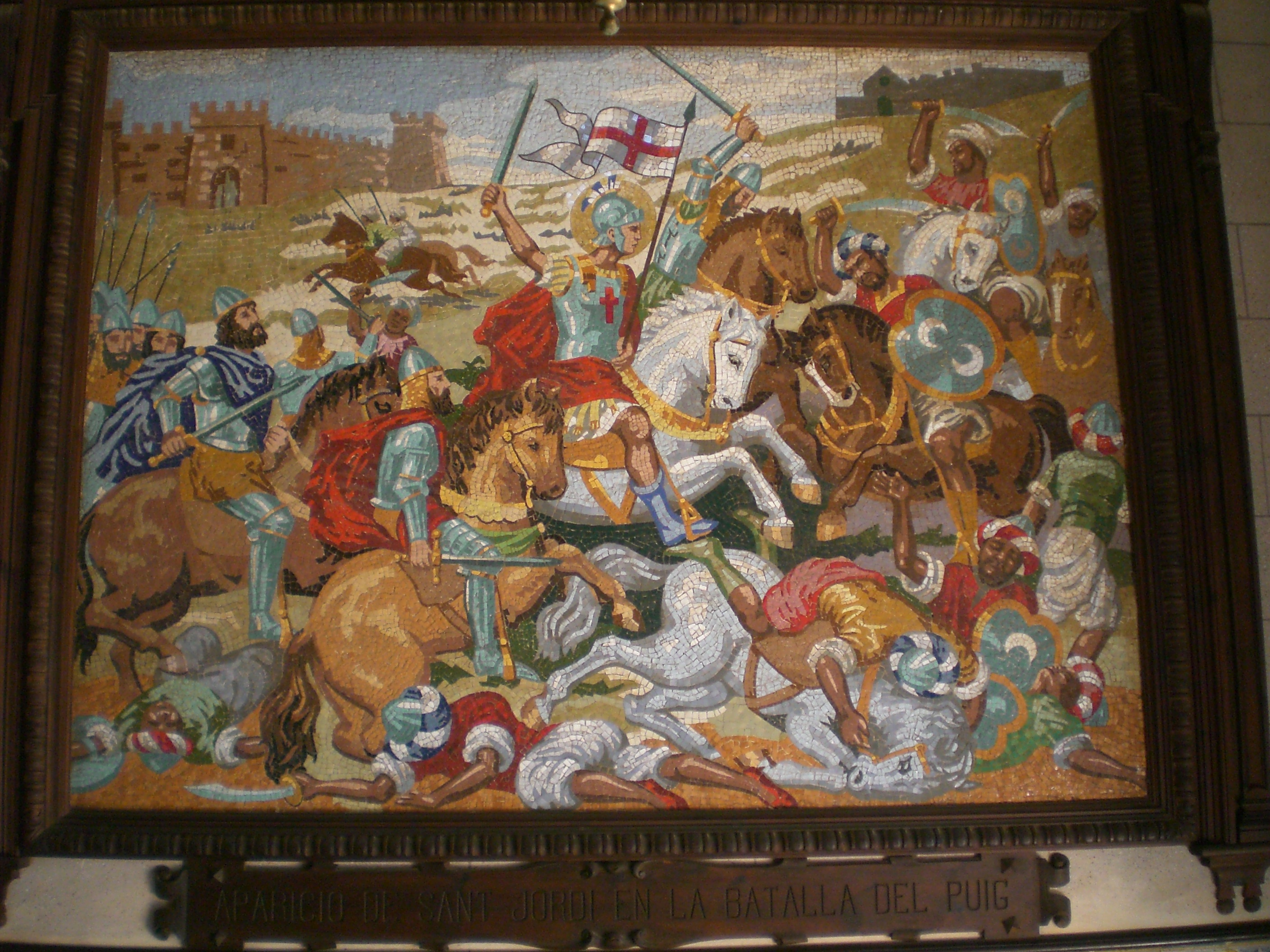
Mosaico alegórico de la batalla del Puig

Posteriormente El Puig pasó nuevamente a dominio islámico hasta que en 1237 fue conquistado por Jaime I. El enfrentamiento en la conocida batalla de Enesa entre cristianos y musulmanes, abrirá las puertas a la conquista de la ciudad de Valencia en 1238.
A finales de agosto de 1237 el fraile mercedario Pedro Nolasco descubrió la imagen de la Virgen debajo de una campana, según cuenta la leyenda. En esa misma colina, se edificó la iglesia de Santa María y, a partir del siglo XVI, el monasterio. En 1240 el rey dio tierras a Arnau de Cardona, entre otros, para que construyera el monasterio a Santa María como memoria de la batalla que permitió el asedio de la ciudad de Valencia.
En 1343 el castillo del Puig pertenecía, de por vida, al conde de Terranova. El 30 de marzo de 1340, Pedro IV el Ceremonioso otorgó el castillo y el lugar a Pedro de Jérica y posteriormente se lo cambió por otras posesiones. En 1353 este rey lo concedió a Nicolau Janvila. Posteriormente el rey lo vende, en 1385, a Pedro de Centelles. En 1608 se produce la segregación del término del Puig del de Puebla de Farnals. Los últimos señores territoriales son el marqués de Bélgida y el Ayuntamiento de Valencia por mitades.
En el siglo XX y durante el bienio conservador de la Segunda República, los anarquistas provocan el descarrilamiento del tren rápido Barcelona - Sevilla que se despeña por el Barranco de Puzol entre las estaciones de El Puig y Puzol, con un total de 20 muertos.
En esta localidad se presentaron las Normas de El Puig (también conocidas como Normas de la Real Academia), normas ortográficas elaboradas en 1979 por la sección de Lengua y Literatura de la Real Academia de Cultura Valenciana para el valenciano, entendiendo éste como una lengua independiente del catalán por los defensores de dicha normativa. Fueron presentadas en un acto celebrado el 7 de marzo de 1981 en el municipio valenciano de El Puig.

## Demografía
El Puig cuenta con una población de 9367 habitantes (INE 2024).
| Gráfica de evolución demográfica de El Puig de Santa María entre 1842 y 2021                                        |
| |
| Población de derecho según los censos de población del INE Población de hecho según los censos de población del INE |

## Economía

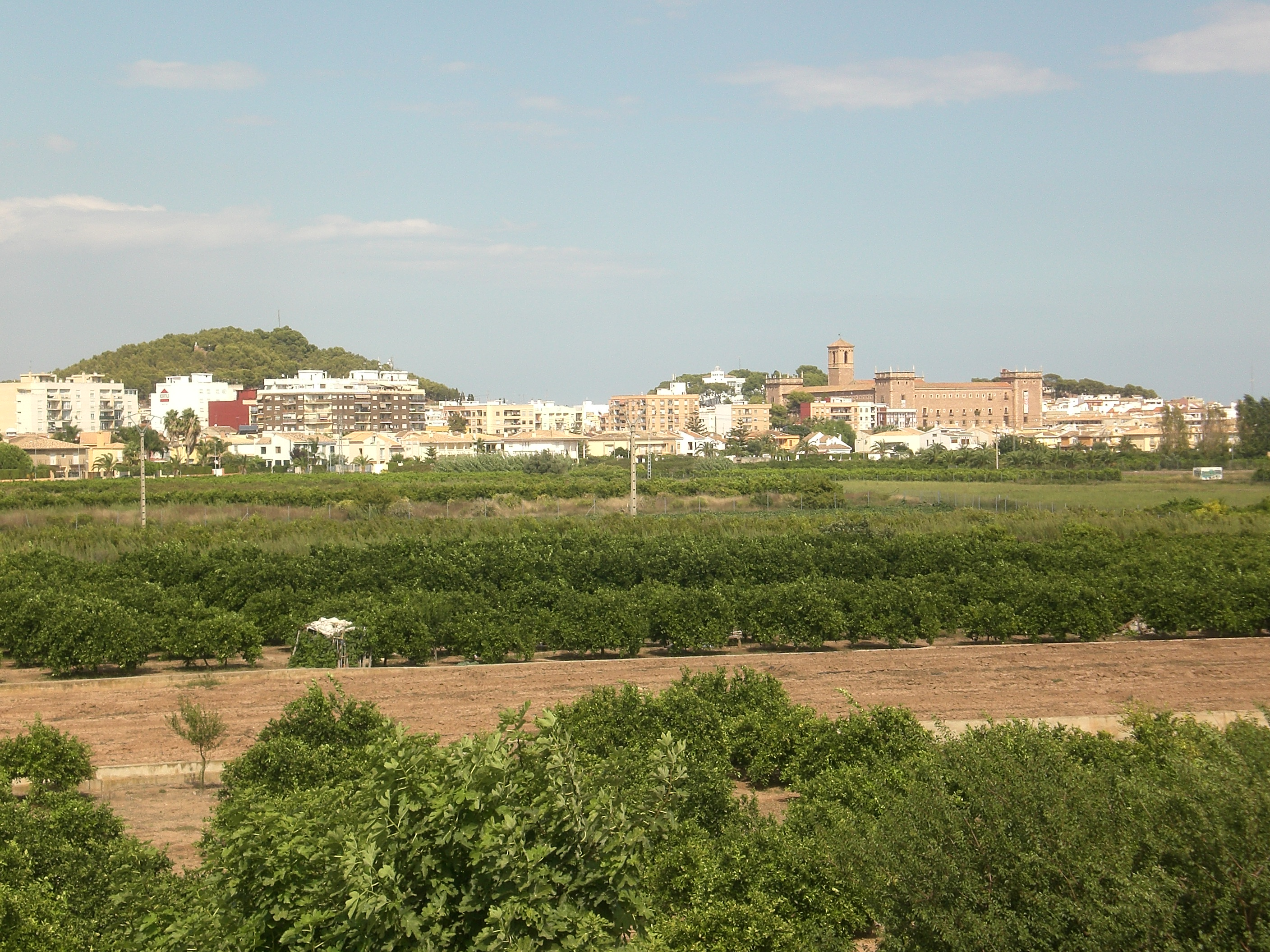
El Puig

Su economía tradicionalmente agraria, está en progresivo estado de transformación hacia un esquema industrial cuya base fundamental la constituye la metalurgia, y terciario.
Dentro de la superficie labrada, el secano lo ocupan la vid y algarrobos y el regadío lo ocupan los frutales como naranjos, maíz y hortalizas, etc., aunque principal impulso económico del municipio ha sido el cultivo y la exportación de la naranja. 
Las mayores proporciones corresponden a las hortalizas. La ganadería estaba representada por el vacuno de cebo,el ovino y el porcino. Por otra parte, la actividad pesquera ha desaparecido pero en sus playas se han instalado ahora complejos residenciales de verano.
El sector industrial cuenta con varios talleres de relaminación de hierros, fábricas de conservas vegetales, envases de madera, una de cervezas y de agua ionizada, y otras instalaciones como las de artes gráficas, así como actividades relacionadas con el sector hostelero y salones de celebraciones.
El urbanismo en el municipio se desarrolla en dos zonas perfectamente delimitadas, la primera en el casco urbano y en segundo lugar, en los sectores cercanos a las playas.

## Administración y política
| Periodo   | Nombre                                                                                      | Partido             |
| --------- | ------------------------------------------------------------------------------------------- | ------------------- |
| 1979-1983 | Aurelio Badia Luis.                                                                         | PSPV-PSOE           |
| 1983-1987 | Aurelio Badía Luis                                                                          | PSPV-PSOE           |
| 1987-1991 | José María Vidal Peris                                                                      | PSPV-PSOE           |
| 1991-1995 | José María Vidal Peris                                                                      | PSPV-PSOE           |
| 1995-1999 | José María Vidal Peris                                                                      | PSPV-PSOE           |
| 1999-2003 | José María Vidal Peris (1999-2001) Moción de Censura María Alfonsa Vázquez Sosa (2001-2003) | PSPV-PSOE PP        |
| 2003-2007 | Joan Francesc García Fèlix                                                                  | PSPV-PSOE           |
| 2007-2011 | Eugeni Ruiz Angresola (2007-2008) José Miguel Tolosa Peiró (2008-2011)                      | PSPV-PSOE PP        |
| 2011-2015 | José Miguel Tolosa Peiró                                                                    | PP                  |
| 2015-2019 | Luisa Salvador Tomàs                                                                        | PSPV-PSOE           |
| 2019-2023 | Luisa Salvador Tomàs                                                                        | PSPV-PSOE           |
| 2023-act. | Vicent Porta Carreres (2023 - 2025) Marc Oriola Pla (2025 - 2027)                           | Compromís PSPV-PSOE |

En la XII legislatura, la corporación municipal está compuesta de la siguiente forma:
| Corporación municipal El Puig de Santa María                                                             |                 |                                |
| Partidos políticos                                                                                       |                 | Compromís                      |
| Partidos políticos                                                                                       | PSPV-PSOE       |                                |
| Cargo | Titular         | Titular                        |
| Alcalde                                                                                                  |                 | Vicent Porta i Carreres        |
| Mantenimiento Urbano, Agricultura y Medio Ambiente, Cementerio                                           |                 | Vicent Porta i Carreres        |
| Planificación Territorial y Playas                                                                       |                 | Vicent Porta i Carreres        |
| | Marc Oriola Pla |                                |
| Hacienda, Personal, Seguridad Ciudadana, Turismo, Fiestas, Bienestar Animal                              |                 |                                |
| Participación Ciudadana, Transparencia, Administración Electrónica, Comunicación, Formación y Ocupación. |                 | Guillem Carreras Pons          |
| Educación, Cultura, Patrimonio Histórico, Memoria Histórica                                              |                 | Tónica Martí Guillem           |
| Deportes, Salud, Comercio Local                                                                          |                 | Juan Miguel Marín Cabo         |
| Bienestar Social, Igualdad, Mayores                                                                      |                 | María Carmen Gozálvez Martínez |
| Infancia y Adolescencia, Juventud, LGTBI, Proyectos Europeos                                             |                 | Eugeni Ruiz Hernández          |

## Monumentos y Sitios de interés

### Real Monasterio del Puig

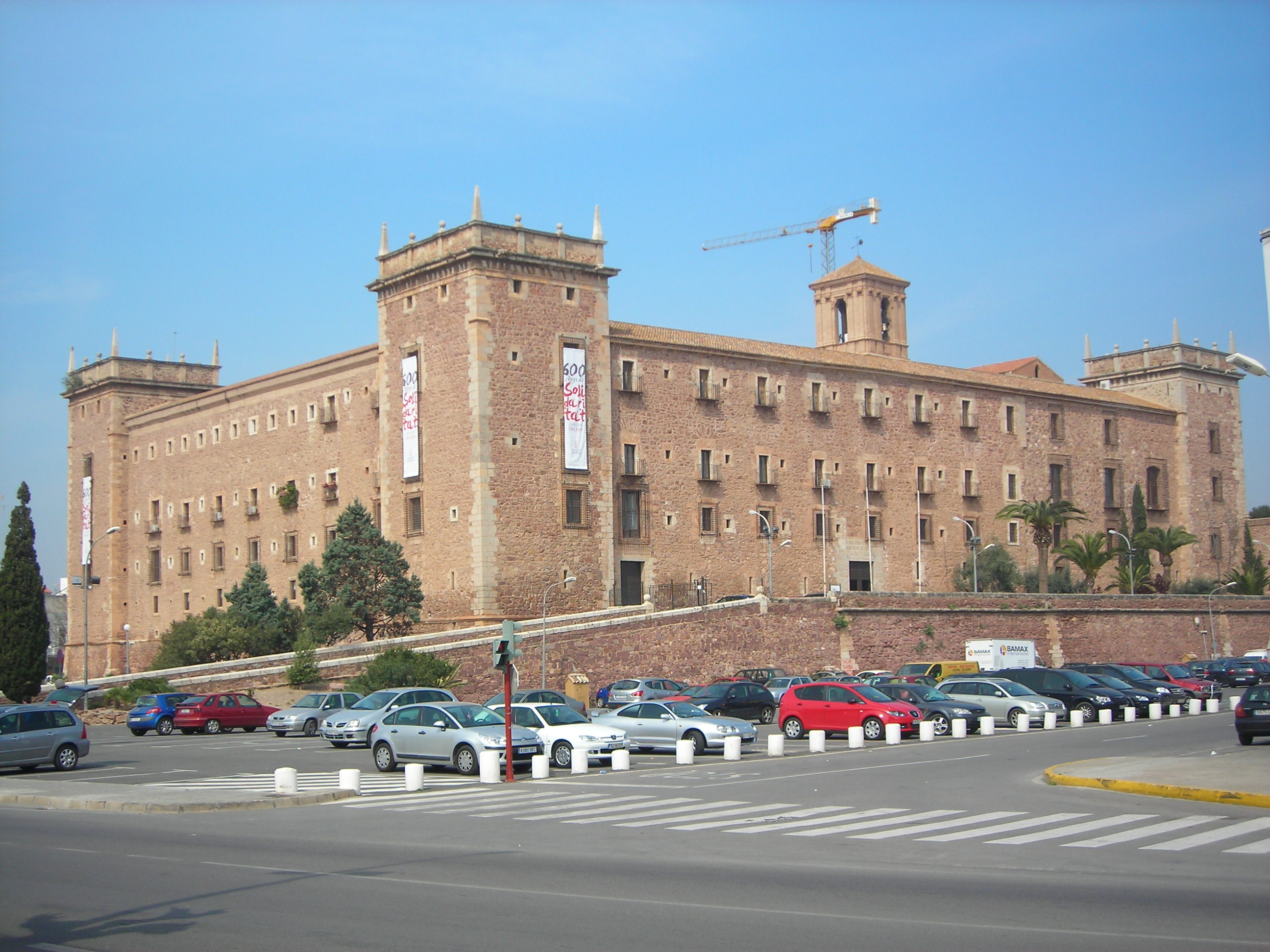
Real Monasterio del Puig

Cuenta la historia que a finales de agosto de 1237 San Pedro Nolasco, fundador de la orden de la Merced, descubrió en la cima de la colina, bajo una campana, la imagen de Santa María (la Mare de Déu). En 1238 se erige, por orden de Jaime I, la iglesia de Santa María en conmemoración de la batalla que permitió el asedio de Valencia y en el año 1300, el almirante Roger de Lauria inicia la construcción del majestuoso Monasterio.
Declarado Monumento Histórico-Artístico Nacional (Bien de Interés Cultural) en 1969, se trata de un edificio religioso renacentista con cuatro torres como elementos defensivos. El uso del monasterio ha variado a lo largo del tiempo, ha sido templo, prisión y escuela. Actualmente, una parte del edificio sigue siendo la residencia de la orden de los mercedarios y el resto de las dependencias son la sede de actos culturales y sociales organizados por la Generalitat Valenciana.
Paseando por sus claustros admiramos las vidrieras de escudos heráldicos valencianos de las puertas del patio, conocemos la historia valenciana por las numerosas obras de Jerónimo Jacinto Espinosa o de José Vergara entre otros y nos deleitamos con su arquitectura, pasando del estilo de transición de la portada del templo y la estructura gótica de la iglesia a la sobriedad del renacentismo castrense de su patio.
Entre sus muros se puede visitar el salón Real y sus habitaciones, de uso exclusivo de los monarcas españoles en sus visitas a Valencia, el Salón Gótico de Jaime I, donde podemos admirar la reproducción de la espada del rey y una sección de facsímiles con reproducciones de Las Crónicas del Rey Jaime I, el Llibre dels Furs… y el Salón de la Cerámica con numerosas piezas de cerámica romanas, íberas…

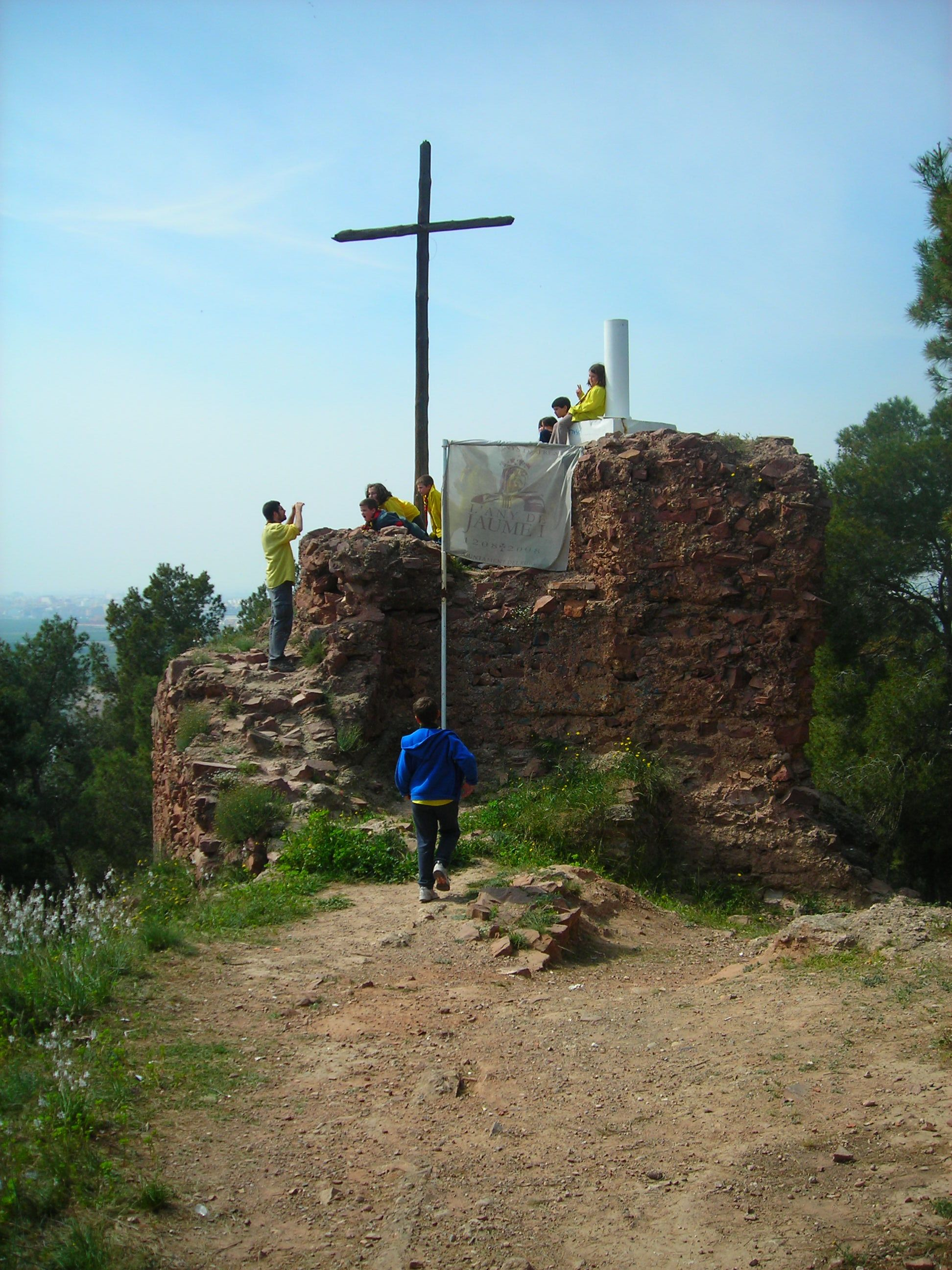
Niños disfrutando la vista desde las ruinas del castillo

### Castillo de Jaime I
El castillo fue construido en el siglo XI por los árabes. En 1093 fue tomado, reconstruido, fortificado, y rodeado de una villa amurallada por El Cid.
Nuevamente en manos musulmanas, el castillo daba protección al acceso por el norte a la ciudad de Valencia, y fue la más importante de las fortalezas que defendieron las puertas de esta ciudad, capital musulmana.
En 1237 la población fue conquistada por las tropas de Jaime I de Aragón. En la retirada musulmana, fue destruido por Zayyan para que Jaime I no pudiera utilizarlo para conquistar Valencia, y ese mismo siglo fue reconstruido por Jaime I.
En 1240 el rey cedió parte de los territorios a Arnau de Cardona. En 1349 Pedro el Ceremonioso donó el castillo y la población a Pedro de Jérica, y en el transcurso de la Guerra de los dos Pedros, las tropas castellanas lo ocuparon temporalmente en 1364, y fue recuperado por el capitán general de Valencia, Pedro Boïl. Finalmente, en 1365 Pedro IV de Aragón mandó destruirlo.
En el año 2002 fue declarado Bien de Interés Cultural y actualmente está siendo objeto de una serie de catas arqueológicas con la finalidad de iniciar un proceso de recuperación.

### Cartuja de Ara Christi

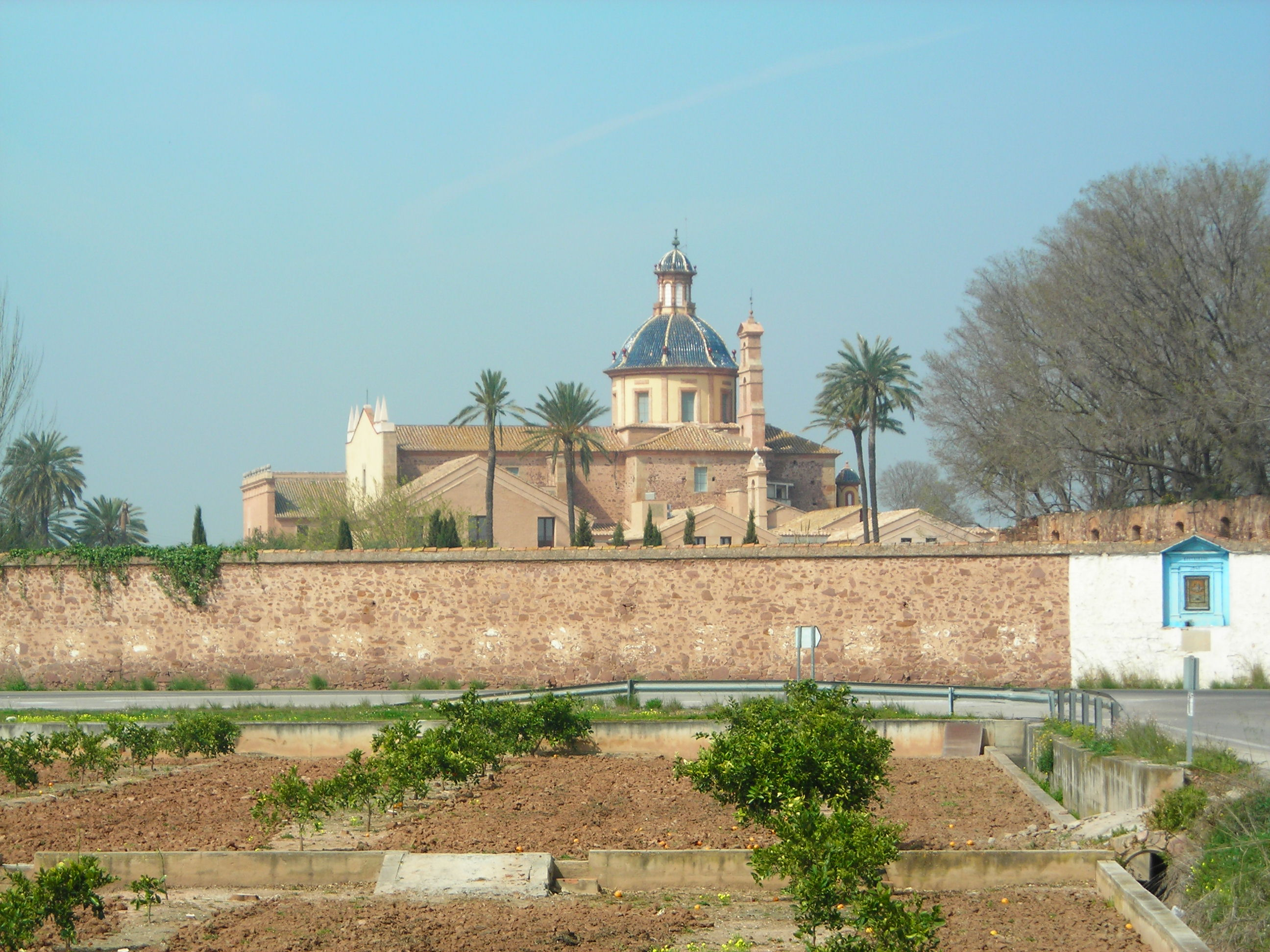
La Cartuja de Ara Christi

Los orígenes de la Cartuja de Ara Christi se remontan al siglo XVI, cuando Cristóbal Roig se trasladó a una granja cerca de El Puig y conoció a Pedro Muñoz, un cartujo ermitaño, y decidió financiar la construcción de una cartuja.
Fue construida en 1585 por el arquitecto cartujo Fray Antonio Ortiz, e instaló una comunidad de monjes de la cartuja de Porta Coeli, Serra (Valencia). Fue construida con diversas estructuras defensivas, y varias torres que ayudaron a la protección contraataques. La cartuja se compone de una iglesia, un gran claustro y dos pequeños, una sala capitular, un refectorio, el arco principal de la entrada, jardines y un huerto. 
El momento más traumático en su historia fue en 1808, durante la batalla de Valencia a principios de la Guerra Peninsular. La cartuja fue saqueada por las tropas napoleónicas y muchas pinturas y adornos fueron robados.
En 1835 la cartuja fue abandonada por los monjes cartujanos porque la comunidad fue disuelta y pasó a manos privadas. La cartuja fue dejada en abandono por un largo período de tiempo. Hoy en día, la cartuja está casi totalmente restaurada volviendo a su grandeza original. Sin embargo, con el tiempo muchas de las fortificaciones han desaparecido.
En 1996 fue declarada por el Gobierno Valenciano Bien de Interés Cultural, con categoría de monumento. En la actualidad alberga un gran complejo deportivo y hostelero.

### La ermita de Santa Bárbara

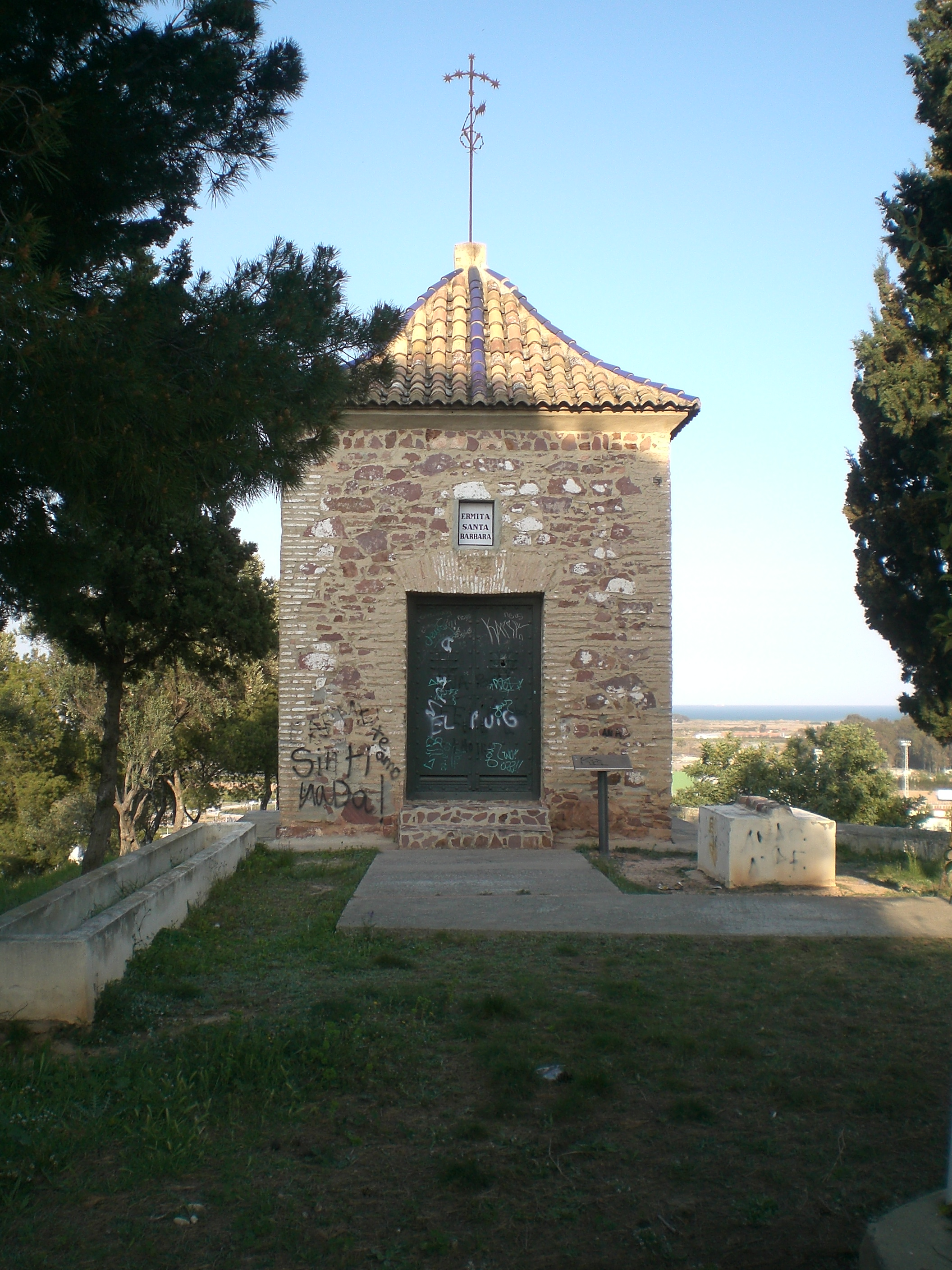
La ermita de Santa Bárbara

La ermita de Santa Bárbara está situada encima de la Montaña de Santa Bárbara en el centro del pueblo.
La ermita es un edificio cuadrado de aproximadamente 25 m², con una puerta hacia el oeste. La ermita formó parte del final de un calvario desaparecido en la actualidad, construido a mediados del siglo XIX.
Fue construida en el siglo XVIII para honrar a la patrona de los labradores.
En este lugar, cada mes de mayo, se bendecían los campos para protegerlos de las tempestades, los rayos y el fuego.
Desde la ermita se puede disfrutar de unas excelentes vistas panorámicas de la zona litoral del Puig y sus alrededores.

### La Torre de Guaita

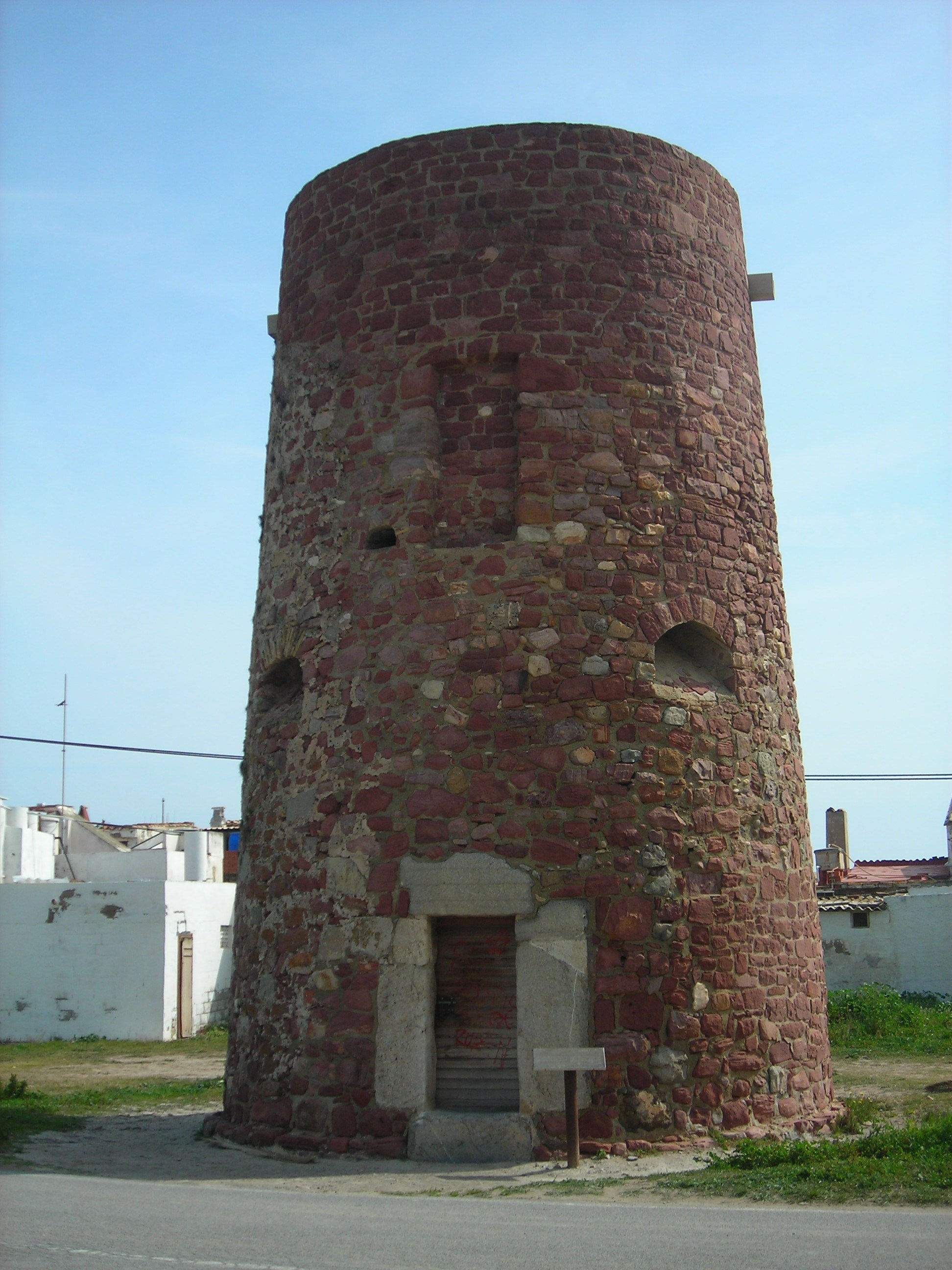
La Torre de Guaita

Las torres de vigía comenzaron a construirse en la época de Felipe II, en el siglo XVI, a lo largo de toda la costa valenciana.
Su función fue la de atalayas desde las que se advertía a los pueblos o a las fortificaciones próximas a la costa de las incursiones de barcos piratas o de posibles invasiones.
La torre Guaita tenía originalmente dos niveles que albergaban una guarnición de cuatro soldados: dos a pie y dos a caballo. Cuando estos vigilantes atisbaban la llegada de algún barco que pudiera ser peligroso, avisaban encendiendo una hoguera en la terraza de la torre. Restaurada en 1992 por el ayuntamiento, siendo alcalde José María Vidal y la Generalitat Valenciana estando de presidente Joan Lerma.

### Ermita de San Jorge

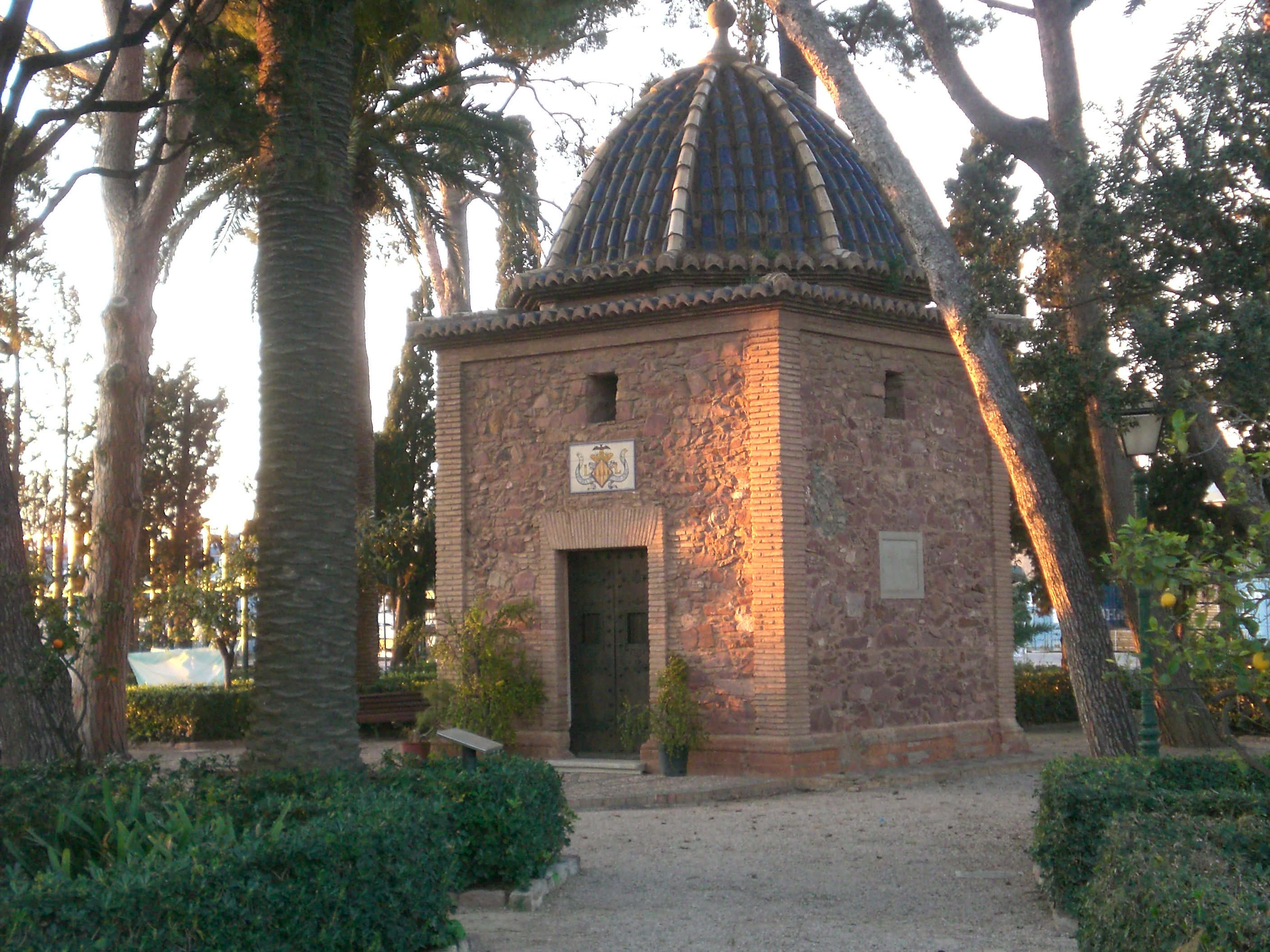
La ermita de San Jorge

La ermita fue construida para conmemorar la batalla del Puig y honrar la figura legendaria de San Jorge.
En el mismo lugar donde se encuentra la ermita, fue donde se libró la batalla en el año 1237 que abrió las puertas de la ciudad de Valencia a las tropas de Jaime I de Aragón.
En la batalla, según la leyenda, intervino de manera milagrosa San Jorge, quien ayudó de forma decisiva a los cristianos para obtener la victoria.
En su interior encontramos unos mosaicos alegóricos de la batalla y a su lado se encuentra una cruz que recuerda a los caídos en el combate.
Originalmente fue construida en 1631. El ayuntamiento de Valencia inició su restauración en 1926. En el 9 de octubre de 1927 se inauguró con una ceremonia religiosa y una procesión cívica hasta la ermita, que sigue todos los años.
Además de su interés histórico, el conjunto tiene un claro interés paisajístico por el jardín con árboles monumentos que rodean la ermita.

### El Museo de la Imprenta y las Artes Gráficas
Situado en el interior del Real Monasterio de Santa María del Puig, es el primero de España y segundo más importante de Europa, después del de Maguncia.
El Museo muestra la importancia esencial que nuestra Comunidad desempeñó en la introducción del papel y el posterior desarrollo de la imprenta en España, con las implicaciones de tipo cultural y económico que ello comportó, así como el papel que la imprenta representó en nuestro desarrollo.
En este museo, recientemente habilitado y ampliado por la Conselleria de Cultura, se exponen prensas de madera, más de 60 máquinas, moldes de tipografía, relieves grabados a mano y reproducciones de ejemplares únicos.
En la sala de Gutenberg se representa con fidelidad un taller de imprenta del siglo XV, en el que una copia exacta de la prensa de Gutenberg permite ver cómo se imprimía en aquella época.

### La Montaña Cabeçol

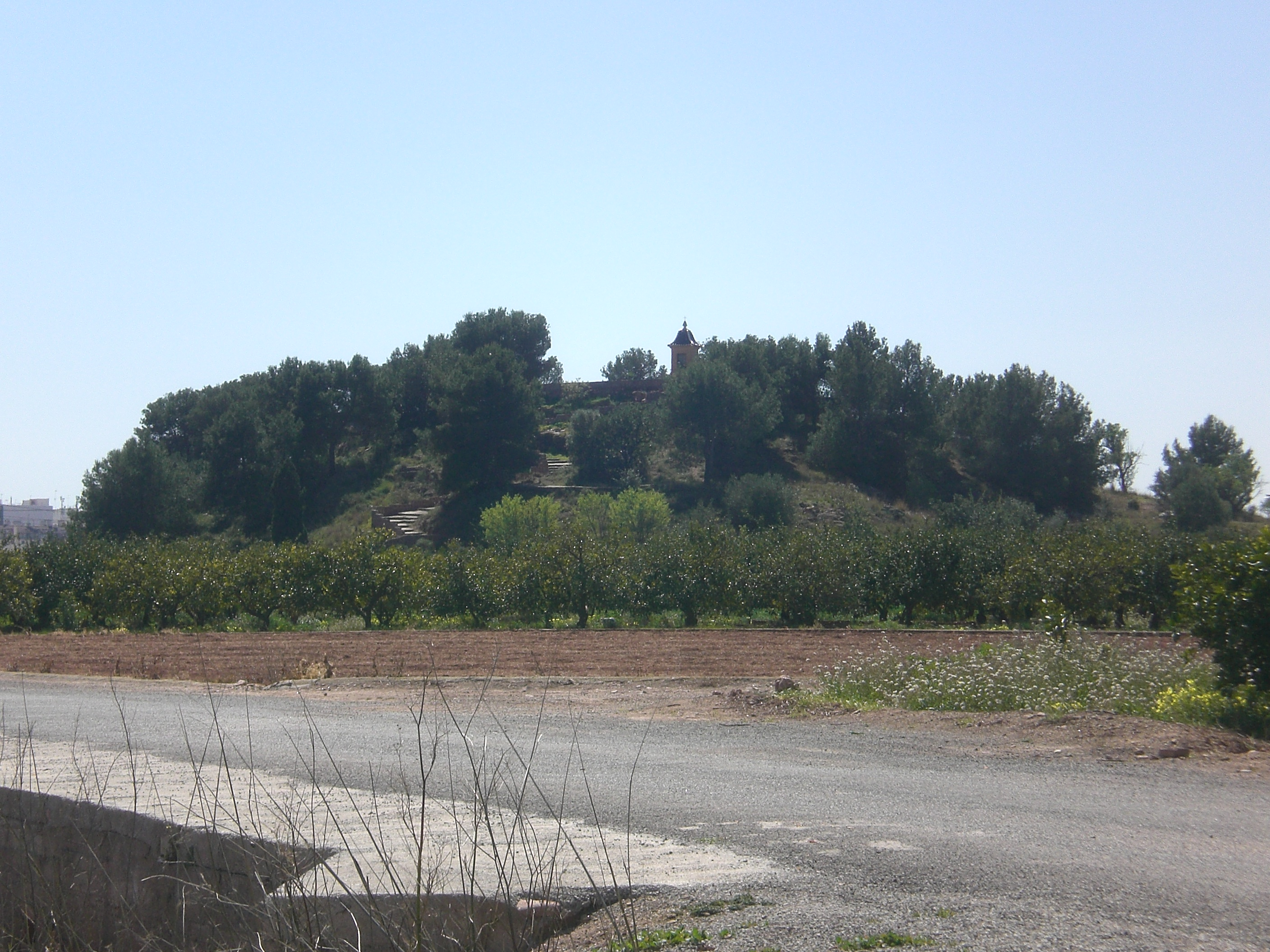
La Montaña Cabeçol

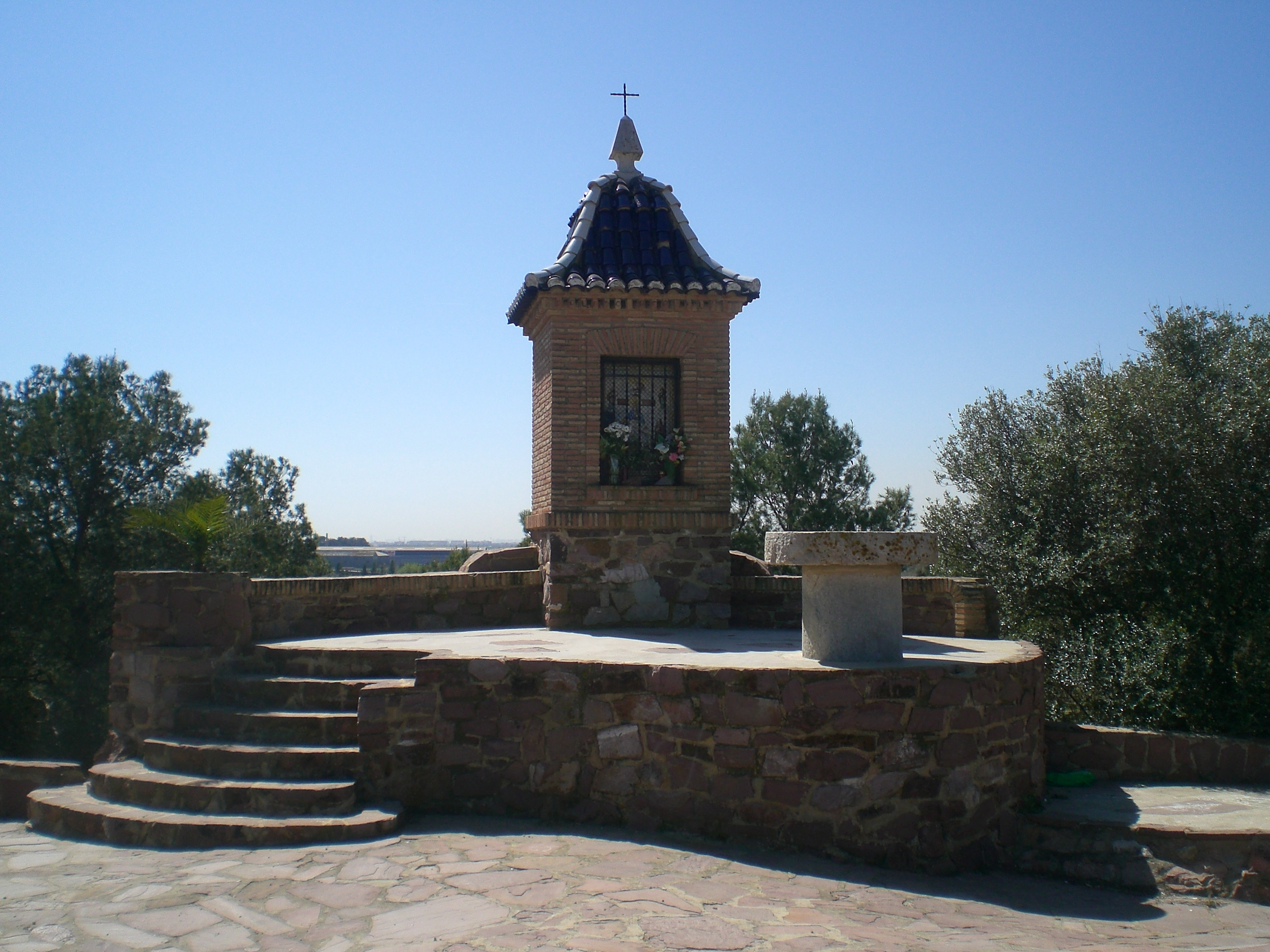
Santuario de la Virgen y el altar de piedra

Justo al noroeste del pueblo en la dirección a Puzol, hay una colina pequeña que se llama Montaña Cabeçol. En la parte superior de la colina hay un santuario de la Virgen, la patrona de Puzol, y un altar de piedra para los servicios religiosos. 
Según consta documentalmente, el 6 de septiembre de 1570 un labrador de Puzol, Pedro Muñoz, encontró un relieve en yeso con la imagen de la Virgen al Pie de la Cruz enmarcado en un cuadro en el monte del Cabeçol, y se lo llevó a su casa, Sin embargo, como consecuencia de un incendio en su vivienda, el entonces arzobispo de Valencia, el Patriarca Juan de Ribera, le rogó que lo depositara en la primitiva iglesia de Puzol, de la que pasó en el año 1607 a la actual parroquia de los Santos Juanes, que acababa de ser construida. Todavía hoy el reverso del cuadro aparece calcinado como consecuencia de aquel fuego.
Por la mañana del último domingo de agosto hay una Romería desde la parroquia de Puzol a la Montaña del Cabeçol, en la que participan más de 2000 personas. Se celebra, a continuación, una ceremonia religiosa, oficiada por el sacerdote de Puzol. Muchos bautismos de niños de la localidad se hacen en este día como una señal para demostrar que pertenecen a la hermandad de la Virgen.

### Fortificaciones de la Guerra Civil

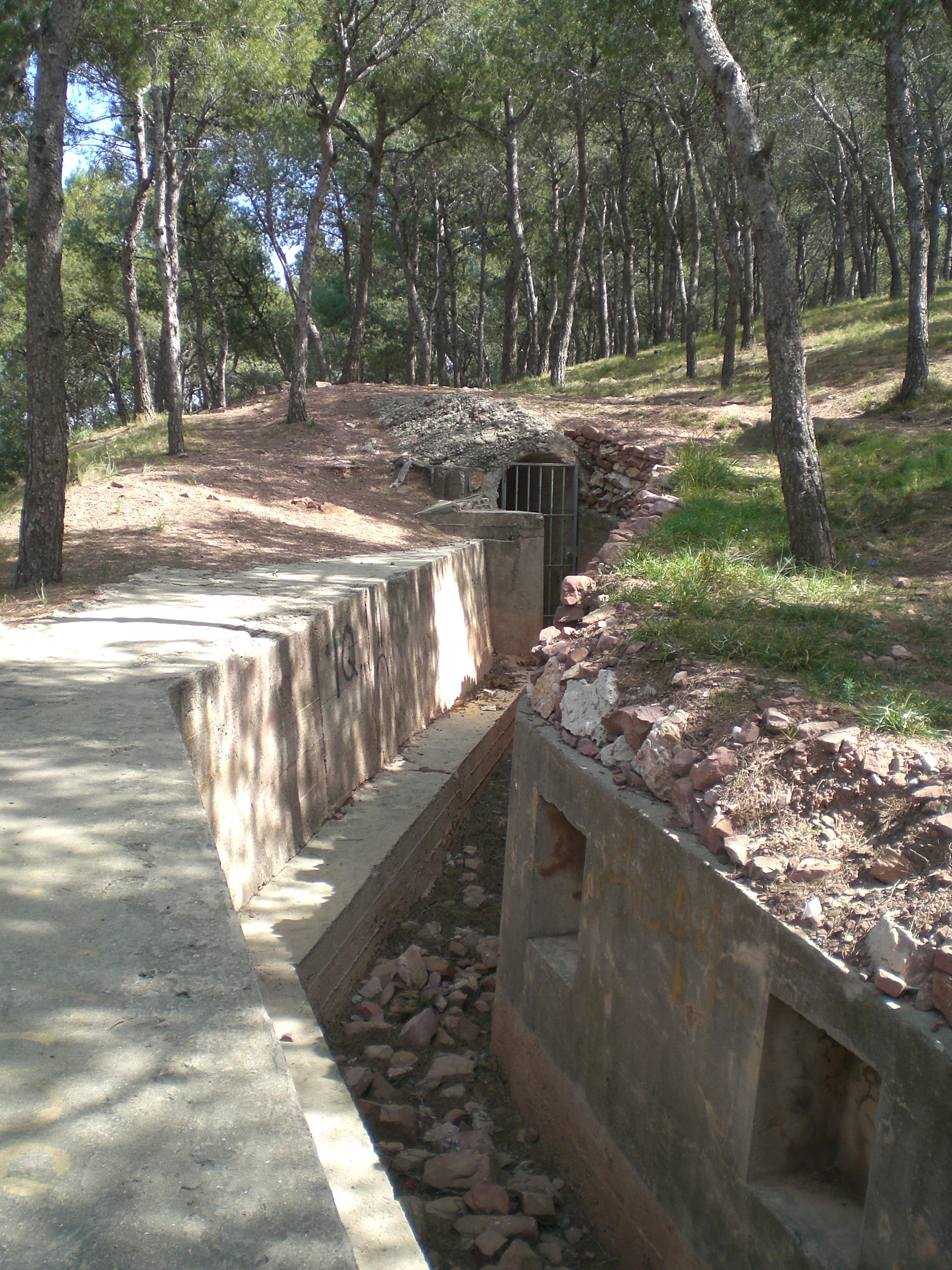
Trinchera y entrada de un túnel en Montaña la Patà

Existe a lo largo de todo el término un entramado de fortificaciones defensivas de la guerra civil española, dado que El Puig formó parte de la última línea defensiva Puig-Carasoles, conocida como La Inmediata. Fue construida en 1938 por el Ejército Republicano para defender la ciudad de Valencia durante la Guerra Civil.
Este conjunto se compone de cerca de 200 elementos entre los que se encuentran búnkeres, trincheras, nidos de ametralladora, túneles, puestos de mando y otras fortificaciones. La línea tuvo una longitud de 26 kilómetros entre el municipio de El Puig y la zona de los Carasoles, en Manises.
Sin embargo, esta línea defensiva nunca fue utilizada, porque el Gobierno de la República capituló y entregó la ciudad de Valencia sin luchar el 29 de marzo de 1939, después de la caída de Cataluña y Madrid frente a los nacionalistas liderados por el general Francisco Franco. La gran mayoría de las fortificaciones se pueden encontrar en la Montaña La Patà, donde se estima que hay un kilómetro de túneles.

## Fiestas locales
- Enero: último fin de semana se celebran las fiestas dedicadas a San Pedro Nolasco (fundador de la Orden de la Merced y Patrón de la población) con la Eucaristía en honor al santo y la bendición de "les calderes"
- Febrero: segundo domingo fiestas de San Antonio. Patrón de los animales, con la bendición de los animales por parte de un religioso de la Parroquia.
- Marzo: la fiesta de fuego "las Fallas" se celebra entre el 14 y 19 de marzo.
- Semana Santa: con los oficios propios y la procesión el Viernes Santo.
- Corpus: celebración de la Procesión del Corpus Christi por las calles del pueblo.
- Junio: en la noche del día 23 de junio, se celebra San Juan, y se realizan fogatas y fuegos artificiales en las playas de El Puig de santa María.
- Agosto: la fiesta de San Roque se celebra entre el 15 y el 17 de agosto, pero en realidad se celebra durante todo el mes. Los sábados de agosto tiene lugar las celebraciones del "bou al carrer" por las tardes y el toro embolado por las noches.
- Septiembre: sus fiestas patronales a la Virgen de El Puig de Santa María que tienen lugar en el primer domingo de septiembre y lunes. Con la celebración solemne de la Eucaristía y procesiones. Además de otros actos.
- Octubre: el 9 de octubre se celebra el día de la Comunidad Valenciana.
- Diciembre: fiestas dedicadas a la Inmaculada Concepción de la Virgen María.